# Schefflera glauca
Schefflera glauca är en araliaväxtart som först beskrevs av Berthold Carl Seemann, och fick sitt nu gällande namn av Hermann August Theodor Harms. Schefflera glauca ingår i släktet Schefflera och familjen araliaväxter. Inga underarter finns listade.